# Дирфис

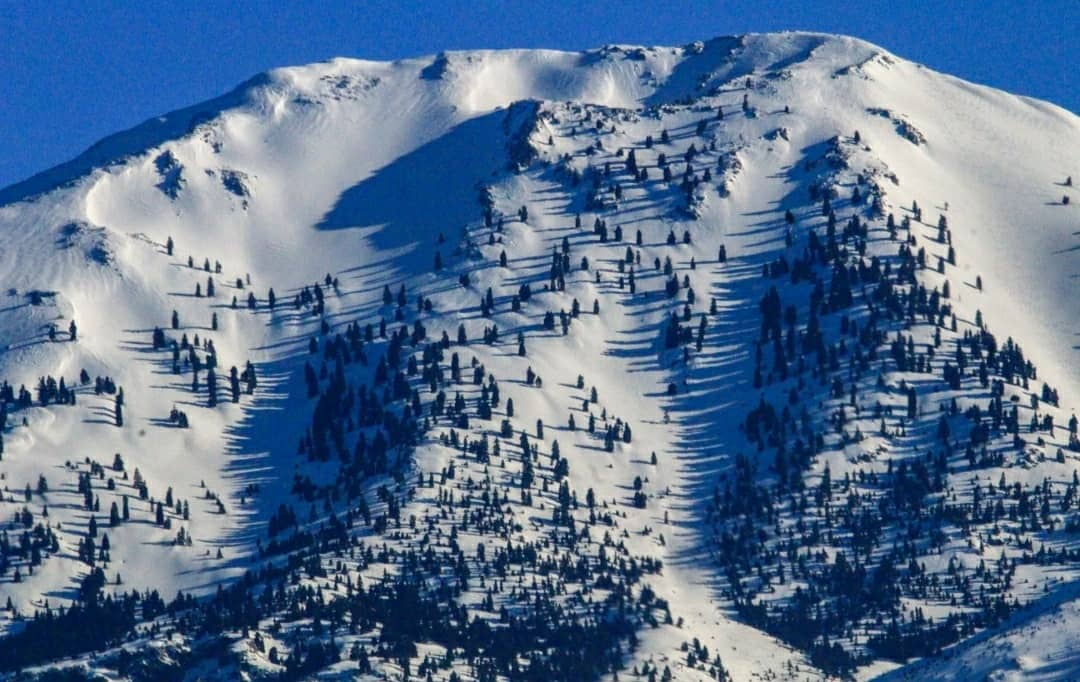

Ди́рфис, Дирфий (др.-греч. Δίρφυς) — гора в Греции. Самый высокий пик — Дельфы (Δέλφι) высотой 1743 метра над уровнем моря. Гора простирается в центральной части Эвбеи от равнины Кими до области Киринтос. Горными породами являются в основном известняк, в котором есть также глинистый сланец. Другие пики — Пиксарья (Πυξαριά, 1343 м), Ксирувуни (Ξηροβούνι, 1417 м), Мавровуни (Μαυροβούνι, 1189 м) и Зигос (Ζυγός, 1102 м). Основными отрогами Дирфиса являются зелёная гора Кандили (Κανδήλι, 1246 м) на северо-западе и Олимп (Όλυμπος, 1172 м) на юго-западе. Склоны Дирфиса покрыты каштанами, соснами и платанами. Дирфис доминирует на восточном побережье Эвбеи.